# 男の星座
『男の星座』（おとこのせいざ）は、原作：梶原一騎・作画：原田久仁信による日本の漫画作品。

## 概要
『週刊漫画ゴラク』（日本文芸社）にて、1985年5月24日号から1987年2月13日号まで連載された。
梶原の引退作として「一騎人生劇場」の副題通り、主人公に自分自身を据えた本格的自伝漫画であるが、梶原の死去により未完で終わっている。それまでも『四角いジャングル』・『空手バカ一代』など、空手・プロレス界を中心とした実録とされる作品を手がけてきた梶原であったが、本作はそれを裏から見てきたフィクサー的存在の、自分自身の視線で描こうとした集大成的なものになるはずであった。しかし、物語は『週刊少年マガジン』編集長からプロレス漫画の原作を依頼される場面で終了している。
大山倍達との関係決裂については、「後に述べることにする」というナレーションが入る回があったものの、そこまで話は展開しなかったため、梶原と大山の蜜月状態しか描かれていない。また、ある意味で大山に次いで梶原と縁深い格闘家としてアントニオ猪木がいるが、本作では入門会見のシーンでジャイアント馬場とともにほんの1・2ページ登場したにすぎない。その場に梶原もいて、猪木についての質問を力道山にぶつけるシーンがあるが、「まさかこの数十年後、愛憎の大ドラマを繰り広げるとは夢にも思っていなかった」とある。
前半はまさに梶原の生い立ちから家族との関係性、劇画原作を手がけるに至る経緯など自伝的であったが、後半になると大山道場の話や、力道山、柳川次郎、ジャニーなど他人のエピソードが増えてきて、作品の主人公としての一太の影も薄くなってくる。梶原作品としては異例なほどユーモアも豊富で、肩の力が抜けた晩年の新境地が反映されている。
何度か復刻されたが、最初の単行本であるゴラクコミックス版には、最終巻巻末に梶原の実弟である真樹日佐夫原作（作画は本編と同じ原田久仁信）による「さらばアニキ」が収録されている。梶原の葬式を仕切る真樹が、幼少時から、成長し劇画原作者として成功するまでの梶原との思い出を振り返る短編である。あとがきも寄せており、ここで梶原本人やその周辺を最もよく知る真樹に続編を望む声があったという事実を明かすが、やはりこれは原作者に失礼とのことで固辞している。

## 登場人物
梶一太
主人公。子供のころからケンカっ早くて少年院にも入っていた。講道館に通う柔道少年だったが、木村政彦と力道山の試合を観戦に行った際、リングに上がって力道山にケンカを売った男・大山倍達に心を奪われ、以後大山とは不思議な縁を保つ。少年雑誌の原稿募集に応募し採用、ペンネームを梶原一騎とし、少年向け小説家として起つ。酒と女に弱い。
梶東輔
一太の父親。戦中から戦後の文壇史を知るやり手編集者だったが、「世間と妥協せん」ことで編集者を辞めている。肥後もっこすで無愛想。作家を目指す一太を陰ながら見守っていたが、胃ガンで死亡。
梶真二
一太の実弟。頭脳明晰、学力優秀ながら、ケンカっ早さと腕力は兄同様である。本作では陰日向と一太をサポートしてくれる理解者。モデルは真樹日佐夫。
八神カオル
浅草の超売れっ子ストリッパー。一目ぼれした一太の突撃アタックにより陥落。一太の初めての女性である。共に暮らし始めるが将来を不安に思い気持ちが荒ぶ一太の行動に苦労していると乞食の五郎ちゃんに忠告され、エリートサラリーマンに言い寄られたカオルの将来を慮った一太は身を引き、離別する。
大山倍達
空手家であり、梶原作品に登場する実在キャラクターとしても知られる人物。牛殺しの記録映画に出たり、空手の大会で優勝したり、アメリカで他流試合をしてはいたものの、日本では全く無名に近かった彼に惚れ込んだ一太によりマスコミに紹介され、以降一太との友情が生まれる。その後、梶原と大山の関係は断絶してしまうが、本作はそこまで至っていない。それまで梶原によって描かれた大山本人像や、大山を投影して描かれたキャラクターのいずれとも雰囲気が違い、明るく穏やかなキャラとして描かれている。
力道山
スーパースターのプロレスラー。力道山の観戦記を執筆した一太の記事が自分寄りではなかったことに怒り、関係者を呼び出して会見の場であった料亭の柱を、空手チョップで叩き折って見せる。その時の一太の妙に腹の据わった態度に感銘し、それが縁で一太が少年向けプロレス小説「鉄腕リキヤ」を連載するにあたり協力し、以後たびたび付き合うことになる。感情の起伏が激しく、「リキさん」「イッキさん」と呼び合う仲になっても途端に冷たくなったりする。岸恵子と交際していたことが、明らかにされている。
ユセフ・トルコ
力道山門下の、元レスラーで力道山のマネージャー。日本語に堪能で、一太と力道山のパイプ役を務める。現実では力道山死後、梶原プロのスタッフとなる。
春山章
『空手バカ一代』に登場した「有明省吾」のモデルとなったとされる青年。ただし、春山も実在した極真会館の門下生である「春山一郎」をモデルとした架空の人物だとされている。大山の門下生。長崎で原爆に被爆しており余命いくばくもない。非常にストイックで、大山を神のごとく崇拝している。一太とはウマが合い、よく一緒に行動していたが、ジャニーが死んだ原因を作った相手への復讐で大暴れして逮捕、脱走しようとクルマで逃走の際に運転ミスで壁に激突、壮絶な死を迎える。
ジャニー
自称、大山空手道場の私設応援団長。大山道場の近くでいつもオデンの屋台を開いているオカマ。美男子の春山にホレており、春山をつれてきた門下生は無料サービスで飲ませるとあって、店は練習後はいつも大山門下生でにぎわっている。過去、大きな店を構えて繁盛していたが、覚醒剤に手を出して捕まり、服役中に店のナンバー2であったリズに店を乗っ取られてしまった。その後、リズの雇ったヤクザにいやがらせを受け、商売が出来なくなってまた覚醒剤に手を出し、手入れを受けた雀荘から逃げようとして転落、死亡する。
柳川次郎
超大物のヤクザ。興行の関係で力道山と知り合いであるが、戦後の愚連隊時代に大山とも旧知。ヤクザと揉め事を起こした一太から相談を受けた大山の依頼で裏から手を回し、手を引かせた。
黒崎健時
大山道場四天王の一人。殺気を帯びた黒崎の素性を大山に尋ねた梶は「佐郷屋留雄（劇中では佐郷屋寅雄）の高弟」であると教えられる。大山を慕って入門してきたと描かれているが実際は知人よりの紹介で佐郷屋に身元を引き受けてもらい師事していたが思想的教育を受けた訳ではなく、大山側から有望な人材を求められて来たものである。最初期の弟子のため、人数が増えた大山道場では門下生たちの鬼師範代であり、人情味あふれる兄貴分的存在。
ルー・テーズ
最強をほこり、実際には名勝負とされていた力道山との試合さえ、実は勝敗の結果から試合展開にいたるまで一方的にコントロールし、リング内外の実力差を表現していたプロレスラー。インタビューに訪れた一太の、レオ・ノメリーニに負けた試合についての容赦ない質問に、試合内容を決めるのは自分自身の意志だと伝え、そのとてつもない強さとしたたかさを見せ付けた。
松井章圭
『空手バカ一代』に憧れて極真会館に入門したという第17回全日本空手道選手権大会の優勝者。大山、一太共にその華麗なる姿に春山章を重ねあわせた。現・極真会館館長。